# Armes de destruction massive en Ukraine
L'Ukraine n'a plus d'armes de destruction massive actuellement. L'arsenal nucléaire de l'Ukraine s'est constitué lorsqu’elle se retrouva indépendante à la suite de la dislocation de l'URSS en décembre 1991. Elle hérita de vastes stocks d'armes, la plaçant au troisième rang des puissances nucléaires mondiales en nombre d'ogives.
Après la dissolution de l'Union soviétique, l'Ukraine conserve environ un tiers de l'arsenal nucléaire soviétique, troisième au monde à l'époque, ainsi que l'organisation de sa conception et de sa production. On compte 130 missiles balistiques intercontinentaux (ICBM) UR-100N à six ogives chacun, 46 ICBM Molodets RT-23 à dix ogives chacun, ainsi que 33 bombardiers lourds, totalisant environ 1 700 ogives, qui restent sur le territoire ukrainien. Officiellement, ces armes restent sous contrôle de la Communauté des États indépendants . En 1994, l'Ukraine accepte de détruire ces armes et d'adhérer au Traité sur la non-prolifération des armes nucléaires (TNP),. La même année, elle obtient en échange des garanties concernant sa souveraineté établies par le Mémorandum de Budapest.

## Historique

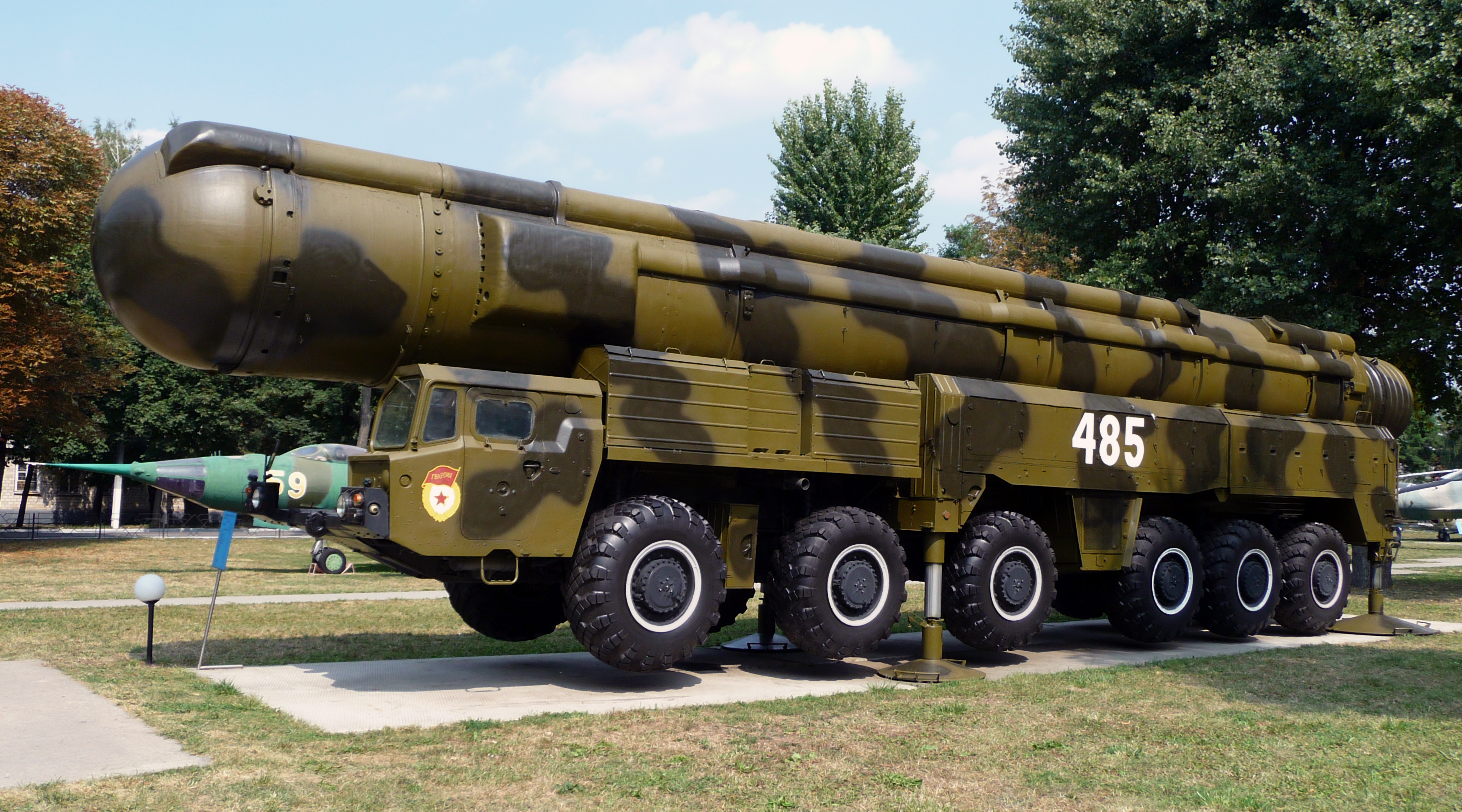
RSD-10 Pioneer dans le musée d'histoire militaire de la force aérienne ukrainienne de Vinnytsia. Sa mise hors-service a été décidé lors du Traité sur les forces nucléaires à portée intermédiaire de 1988.

En tant que république de l'Union soviétique, l'Ukraine hébergeait des bases pour les divisions suivantes des forces nucléaires :
- 43e Armée de missiles
  - 19e Division de missiles (Rakovo, oblast de Khmelnytskyi) (voir uk:19-та ракетна дивізія (СРСР))
  - 37e Division de missiles de la garde (Loutsk, oblast de Volyn)
  - 43e Division de missiles de la garde (Romny, oblast de Sumy)
  - 46e Division de missiles (Pervomaisk, oblast de Mykolaïv) [7]
  - 50e Division de missiles (Bilokorovychi, oblast de Jytomyr)

De vastes transferts de matériel ont lieu pour rapatrier les troupes de l'ex-armée rouge stationnées dans l'ancien Pacte de Varsovie tandis que les nouvelles armées nationales se partagent l'arsenal soviétique. Les Forces armées de l'Ukraine se retrouvent à la tête du deuxième arsenal après la fédération de Russie qui, elle, récupère l'ensemble des armes nucléaires de l'URSS à la suite du traité de sécurité collective (ou Traité de Tachkent) de 1992.
Le 16 juillet 1990, le Conseil suprême d'Ukraine adopte la déclaration de souveraineté d'État d'Ukraine et annonce que l'Ukraine n'utilisera pas, ne produira pas et ne stockera pas d'armes nucléaires. Le 24 octobre 1991, le parlement ukrainien adopte un statut non-nucléaire. En novembre 1993, le parlement ukrainien ratifie le protocole de Lisbonne signé le 23 mai 1992 complétant le Traité de réduction des armes stratégiques du 7 juin 1991 et concernant les États successeurs de l’URSS.
En 1993, le théoricien des relations internationales et professeur à l'université de Chicago John Mearsheimer publie un article dans lequel il prédit qu'une Ukraine totalement dépourvue de dissuasion nucléaire, serait susceptible d'être agressée par la Russie, bien qu'il s'agisse d'une opinion très minoritaire à l'époque.
L'Ukraine signe les mémorandums de Budapest le 5 décembre 1994, par lequel elle accepte de se défaire de l'énorme stock d'armes nucléaires dont elle a hérité à la dislocation de l'URSS et d'adhérer au Traité sur la non-prolifération des armes nucléaires, ce qu'elle fit le même jour. À partir du 1er juin 1996, elle n'a plus d'ogives opérationnelles sur son territoire, le désarmement étant financé par le gouvernement des États-Unis dans le cadre du Cooperative Threat Reduction Program pour plus de 500 millions de dollars américains.
Son aviation n'exploita que peu les appareils dont elle disposa. Dès 1994, des négociations ont lieu avec la Russie pour qu'elle reprenne une part des avions et les missiles de croisière constituant leurs munitions. En 1995, une commission militaire russe déclara que seuls 15 % des bombardiers stratégiques étaient en état de vol. Le 14 octobre 2002, la démolition de l'ensemble des bombardiers restants, effectuée par Raytheon à la suite d'un contrat dans le cadre d'un programme de désarmement, est effective.

### Annexion de la Crimée en 2014
Malgré l'annexion de la Crimée par la Russie, dénoncée par l'Assemblée générale des Nations unies , le gouvernement ukrainien réaffirme en 2014 sa décision de 1994 d'adhérer au Traité sur la non-prolifération nucléaire en tant qu'État non doté d'armes nucléaires.
Pavlo Rizanenko, alors membre du parlement ukrainien, déclare en mars 2014 à USA Today que l'Ukraine pourrait avoir à se doter de ses propres armes nucléaires si les États-Unis et les autres chefs d'État ne respectaient pas leur part du traité. Il dit : « Nous avons renoncé aux armes nucléaires par le fait de cet accord. Maintenant, il y a le fort sentiment en Ukraine que nous avons fait une grosse erreur. »  Il déclare également : « À l'avenir, peu importe manière dont la situation se résout en Crimée, nous avons besoin d'une Ukraine bien plus forte. Si vous avez des armes nucléaires, les gens ne vous envahissent pas. » 
Le 13 décembre 2014, le président ukrainien Petro Porochenko déclare ne pas vouloir que l'Ukraine redevienne une puissance nucléaire.
Une étude publiée en 2016 dans la revue américaine World Affairs prend le parti de dire que la dénucléarisation de l'Ukraine n'a pas été une "erreur stupide", et qu'il n'était pas certain que le pays s'en serait mieux sorti en tant que puissance nucléaire. L'étude suggère que l'engouement pour l'indépendance de l'Ukraine allait de pair avec la vision d'en faire un État non nucléaire. Selon les auteurs, les États-Unis n'auraient, dans tous les cas, pas fait de l'Ukraine une exception en ce qui concerne la dénucléarisation d'autres États post-soviétiques tels que la Biélorussie et le Kazakhstan. La valeur dissuasive des armes nucléaires en Ukraine y est également discutée, car il est estimé que le pays aurait dû passer 12 à 18 mois à établir le contrôle de l'ensemble de l'arsenal nucléaire laissé par les Russes. De plus, les missiles ICBM abandonnés ont une portée de 5 000 à 10 000 km (initialement dirigés vers les États-Unis), ce qui signifie qu'ils n'auraient pu être re-configurés que pour frapper l'Extrême-Orient russe. Les missiles de croisière à lancement aérien (ALCM) laissés par les Russes ont été désactivés par les Russes lors de l'effondrement de l'Union soviétique, néanmoins, même s'ils avaient été mis en état de fonctionner par les Ukrainiens, il est peu probable qu'ils auraient eu un effet dissuasif. En effet, si l'Ukraine avait décidé de prendre le contrôle de ces armes nucléaires, elle aurait fait face à des sanctions de la part de l'Occident, qui auraient pu aller jusqu'à un retrait de la reconnaissance diplomatique de l'Ukraine par les États-Unis et d'autres alliés de l'OTAN. L'Ukraine aurait également dû faire face à des représailles de la part de la Russie. Les Ukrainiens auraient également eu du mal à remplacer les missiles une fois leur durée de vie expirée, car le pays n'avait pas de programme nucléaire. Ainsi, en échange de l'abandon de son arsenal nucléaire, l'Ukraine reçoit une compensation financière, ainsi que les garanties de sécurité du Mémorandum de Budapest .

#### Invasion par la Russie et remilitarisation
Après l'annexion de 2014, la fédération de Russie déploie de nouveau des armes à capacité nucléaire dans la péninsule, notamment des missiles antiaériens S-300, puis des bombardiers Tu-22M3 Backfire et des missiles balistiques Iskander-M,,. En 2020, un responsable ukrainien du Conseil national de Sécurité et de Défense affirme que la Russie a effectué des travaux sur l'entrepôt d'armes nucléaires soviétique Feodosiia-13 à Krasnokamianka en plus d'avoir ajouté de nouveaux tunnels à une base de sous-marins nucléaires à Balaklava.
En juillet 2014, le ministre russe des Affaires étrangères Sergueï Lavrov affirme publiquement que son pays a le droit de défendre la Crimée à l'aide d'armes nucléaires, puis, en mars 2015, le président Vladimir Poutine révèle que lors de l'invasion de la Crimée, il était prêt à mettre ses forces de dissuasion nucléaire en état d'alerte. À peu près au même moment, un membre du ministère russe des Affaires étrangères déclare que la Russie a le droit de déployer des armes nucléaires en Crimée, péninsule pourtant reconnue internationalement comme territoire ukrainien.
Le 15 avril 2021, Andriy Melnyk, ambassadeur d'Ukraine en Allemagne, déclare à la radio Deutschlandfunk que si l'Ukraine n'était pas autorisée à devenir membre de l'OTAN, son pays pourrait avoir à reconsidérer son statut d'État non doté d'armes nucléaires dans le cadre du TPN pour assurer sa défense,.
En février 2022, (à la suite de l'invasion russe de l'Ukraine), le président ukrainien Volodymyr Zelensky exprime à nouveau ce sentiment, suggérant que l'Ukraine pourrait potentiellement considérer le mémorandum de Budapest comme invalide si les garanties de sécurité qu'il décrit n'étaient pas respectées.
En 2022, seuls deux partis ukrainiens soutiennent le retour aux armes nucléaires, il s'agit de Svoboda  ainsi que du Parti radical d'Oleh Liashko .

## Ogives et vecteurs

### Ogives nucléaires
En 1991, 1 272 ogives nucléaires stratégiques se trouvaient en République socialiste soviétique d'Ukraine selon une publication de l’United States Air Force de 2000 (1 900 estimées à l'époque par Arms Control Today).
En 1992, sur les 10 466 ogives nucléaires stratégiques dont disposait l'Armée rouge à cette date, 1 408 étaient stationnées en Ukraine ainsi qu'environ 2 500 armes nucléaires tactiques (2 275 selon Arms Control Today) qui furent rapatriées l’année suivante.
En 1993, 1 264 ogives stratégiques étaient en Ukraine, en 1994, 1 594 et en 1995, 1 056. En juin 1996, la dernière est rapatriée en Russie,.
En mars 2012, l'Ukraine a complètement éliminé les quantités restantes d'uranium hautement enrichi de son territoire.

### Missiles intercontinentaux

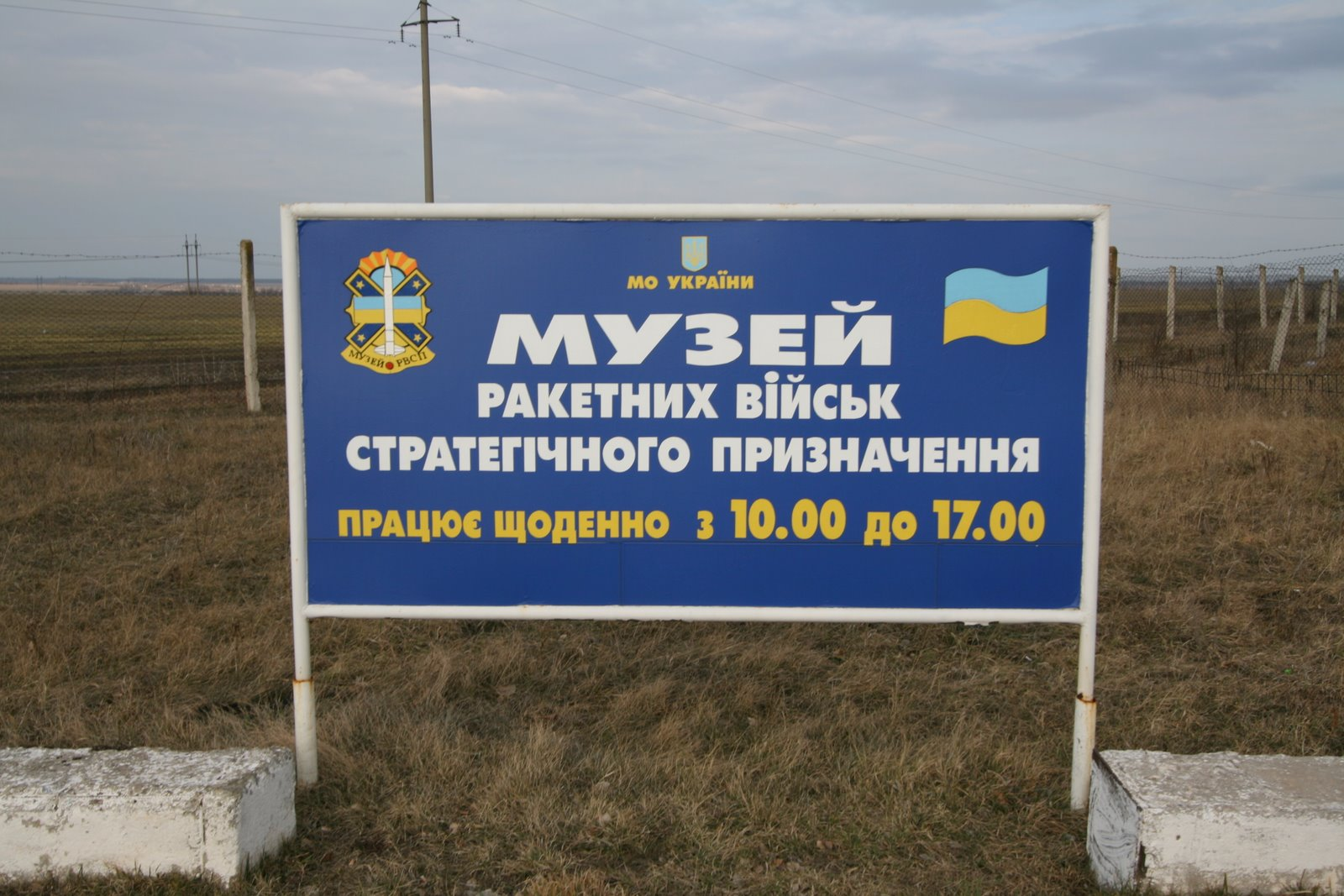
Panneau d'entrée du musée des forces de missiles stratégiques de Pervomaïsk. Notons l’emblème de ces forces à gauche de ce panneau.

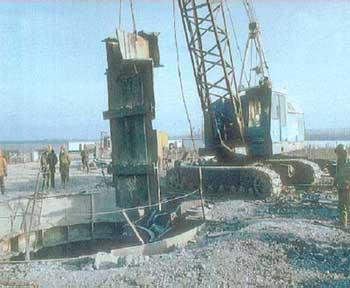
Des travailleurs ukrainiens démantèlent un silo à missile de RT-23 Molodets datant de l'ère soviétique. Ils utilisent des équipements fournis par les États-Unis dans le cadre du programme Cooperative Threat Reduction.

À la suite de la dissolution de l'Union soviétique, la 43e armée de fusées ((ru) : 43-я ракетная Краснознаменная армия) passa sous le contrôle des forces des fusées stratégiques ukrainiennes. Elle dispose alors des bases de Khmelnytskyï dépendant de la 19e division de missiles, de celle de Pervomaïsk où est stationnée la 46e division de missiles ainsi que d'un centre de stockage de missiles balistiques. Ses 176 missiles balistiques intercontinentaux emportaient un total de 1 944 ogives. Elle est dissoute le 8 mai 1996.

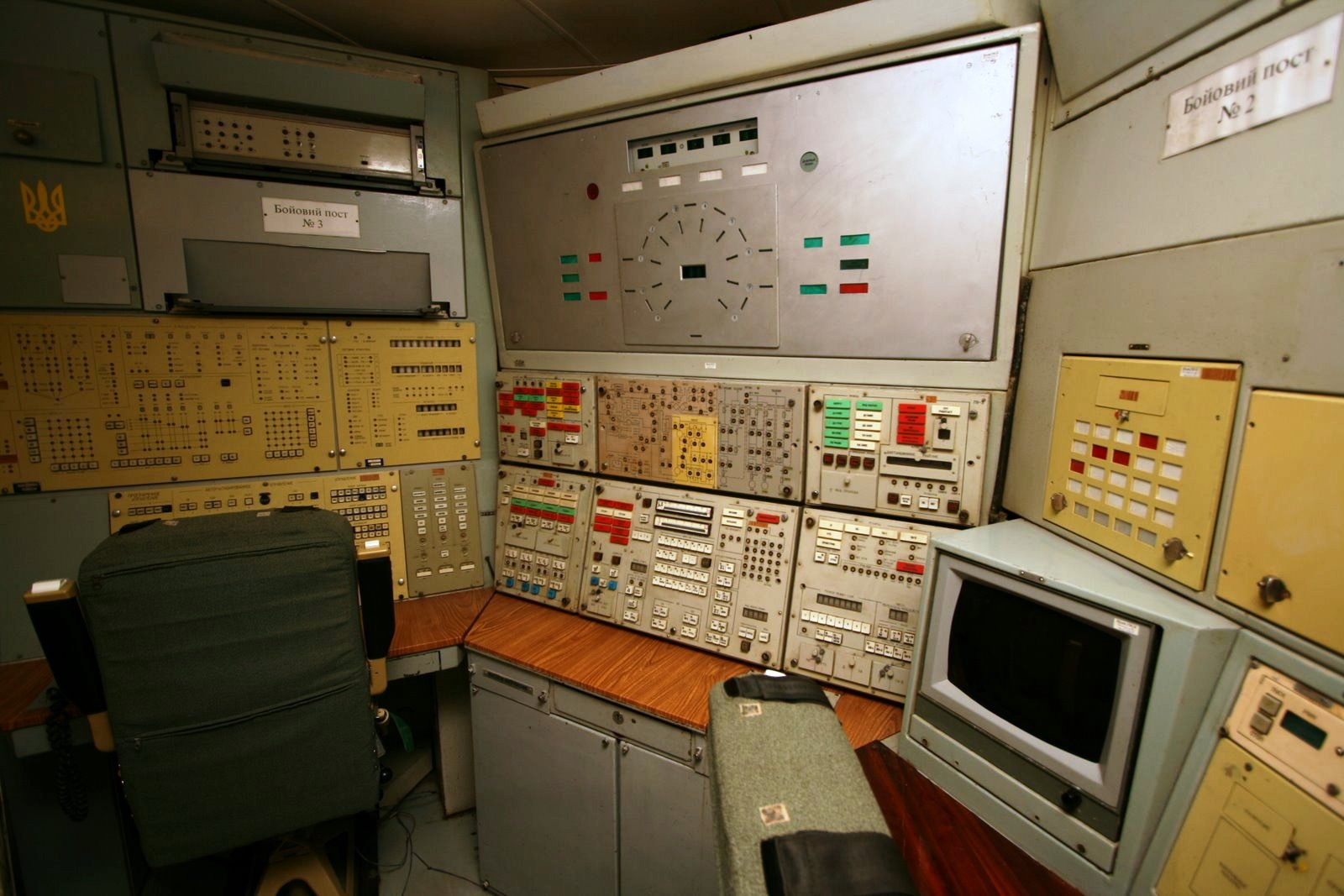
Un des postes de contrôle de tir de la base de Pervomaïsk.

130 missiles UR-100N (code OTAN : SS-19) se retrouvent sur le territoire de l'Ukraine sur les sites de Khmelnytskyï et Pervomaïsk. D'abord désarmés, ils sont progressivement rapatriés en Russie entre 1996 et 1999. 19 sont réutilisés par les forces des fusées stratégiques de la fédération de Russie. Ces missiles peuvent emporter six MIRV de 550 kT (versions 1 et 3) ou une tête unique de 2,5 ou 5 MT (version 2). Le système de guidage est développé par NPO "Electropribor" situé à Kharkiv, Ukraine. Les bases de missiles comportaient 130 silos à missiles, 13 centres de contrôle de lancement et 2 silos d'entraînement.
46 RT-23 Molodets (code OTAN : SS-24) emportant chacun 10 MIRV de 300 à 550 Kt dont la fabrication se faisait dans des sites de l'industrie de la défense soviétique en Ukraine se trouvent également sur son sol sur la base de Pervomaïsk en 1991 et sont démantelés ou détruits du 1er juillet 1998 au 4 janvier 2001. Au total, l'infrastructure disposait de 46 silos à missiles, 5 centres de contrôle de lancement, et 54,5 missiles avec les pièces détachées .
Bechtel International Corporation fut chargé de la destruction des silos de SS-19 et Morrison Knudsen (en) de celui des SS-24. En 1998, 120 silos ukrainiens avaient été détruits. Le dernier silo à missile est détruit le 30 octobre 2001.
À la suite d'un accord d'avril 2010 entre les présidents ukrainien et américain, les États-Unis financent à 90 % (soit 24 millions de dollars) un site d'élimination des fuselages des moteurs de fusée RT-23 (ainsi que de munitions conventionnelles) et d'environ 5 000 tonnes de combustible solide dans l'oblast de Dnipropetrovsk. Le site de l'usine chimique Pavlohradskyi Khimichnyi Zavo destiné à l'élimination d'éléments de missiles ouvre le 21 mai 2013 et la destruction des moteurs démarre en juin 2013.
Une partie de la base de Pervomaïsk est devenue le musée des forces de missiles stratégiques.

### Missiles tactiques

Insigne des Forces de frappes et d'artilleries ukrainiennes.

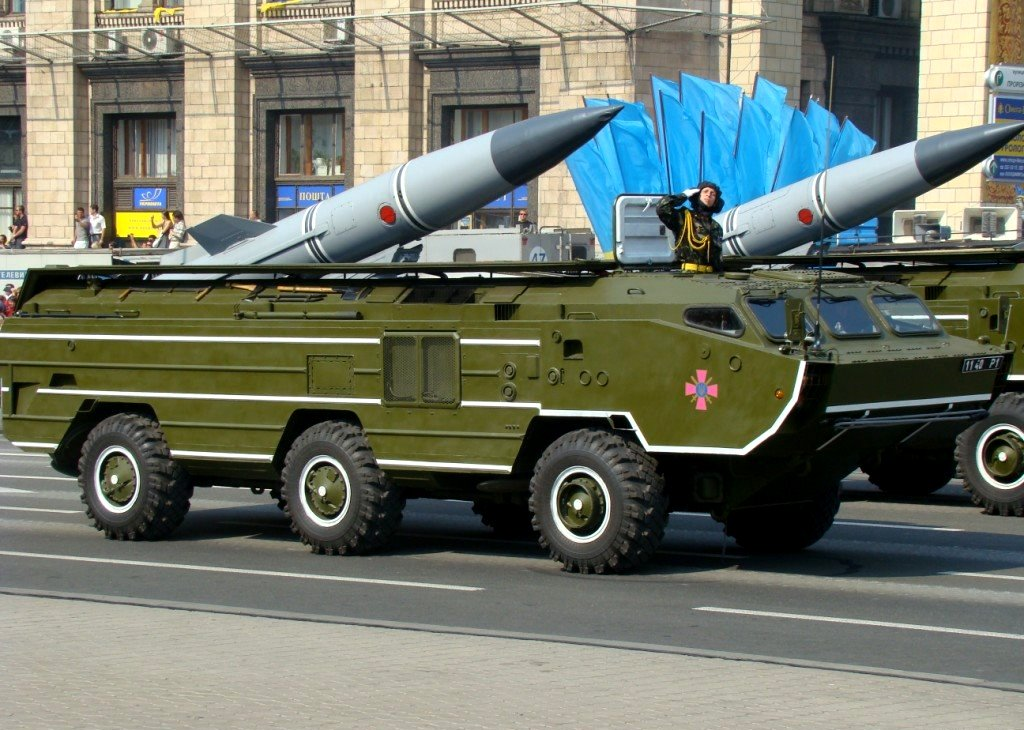
OTR-21 ukrainiens lors d'un défilé en 2008.

Deux brigades de missiles tactiques sol-sol ont également été intégrées dans l’armée ukrainienne en 1992. Elles disposaient alors de 70 des quelque 500 lanceurs de roquettes 9K52 Luna M (code OTAN. : FROG-7) de l'armée rouge, 132 des quelque 550 lanceurs de Scud et 72 ou environ 90 des quelque 300 lanceurs de OTR-21 Tochka (code OTAN : SS-21 Scarab)  de la défunte armée soviétique, ces engins pouvant emporter des charges conventionnelles, chimiques ou nucléaires.
En 2011, seuls les OTR-21 sont en service dans la 19e brigade de fusées des forces de fusées et d'artillerie ((uk) : Ракетні війська та артилерія, Raketni Viys’ka ta artilleriya) stationnée à Khmelnytskyï et un site privé américain estime en 2014 leur stock à 90 lanceurs.
On ne savait pas si ces systèmes d'armes sont opérationnels. Mais il est employé durant l'invasion russe de l'Ukraine en 2022 débutant le 24 février par les deux belligérants. En autres actions, Les forces ukrainiennes le 1er mars 2022 tirent deux missile sur deux bases aériennes situées en Russie, un à Millerovo et l'autre sur la base aérienne Taganrog-Central, y détruisant respectivement au sol selon des rumeurs deux Su-30 et un Il-76. Et un sur le port de Berdyansk, ville prise au bord de la mer d'Azov, détruisant le 24 mars 2022 le Saratov (BDK-65), navire de débarquement russe de la classe Alligator.
Des sources militaires angolaises font état de la livraison d’une vingtaine de FROG à l’UNITA dans les années 1990.
Un responsable gouvernemental ukrainien déclare qu'en 1998, à la signature d'un mémorandum d'entente secret avec les États-Unis destiné à éliminer à terme l'ensemble des SCUD, que l'Ukraine possède 117 TEL. Environ 200 missiles Scud (minimum de 185) et 54 tracteurs-érecteurs-lanceurs (TEL) retirés du service en 1997 ont été détruits ou démilitarisés avec l’aide du Département d’État des États-Unis entre le 20 septembre 2010 et le 11 avril 2011 dans le cadre du régime de contrôle de la technologie des missiles.
Le nombre de missiles OTR-21 qu'avait l’Ukraine est estimé à environ 500. Il est possible que 80 aient été exportés au Yémen et 40 avec 12 TEL en Syrie.

### Aviation

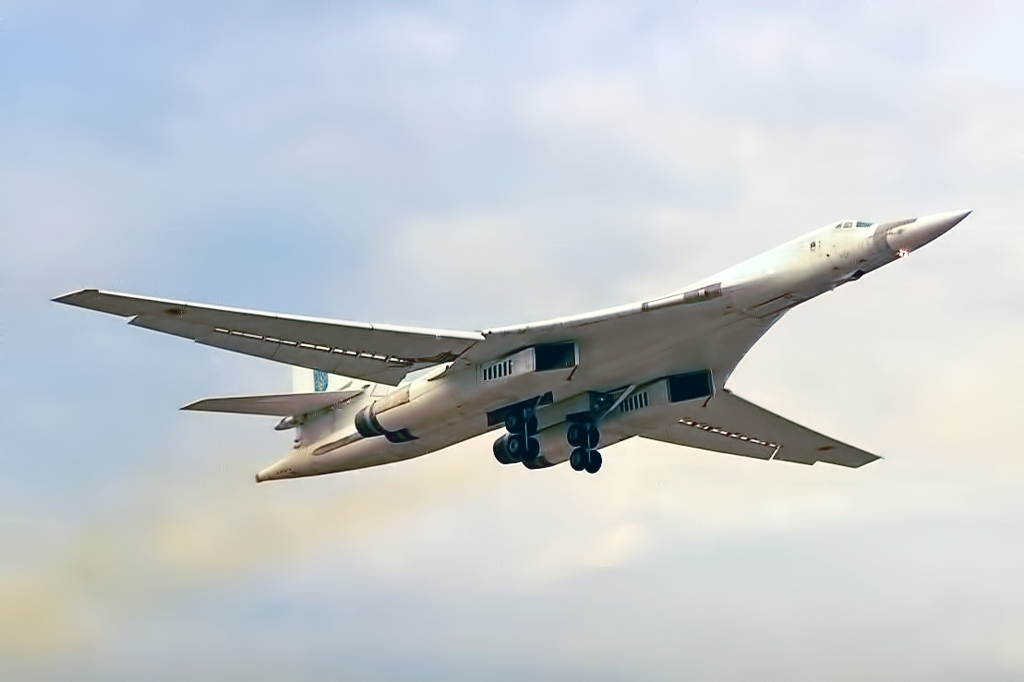
Bombardier stratégique Tu-160 de la force aérienne ukrainienne en vol en 1997.

L'Ukraine récupéra également un total de 1 100 avions de combat dont un grand pourcentage de la 46e armée aérienne ((ru) : 46-я воздушная армия}, une des trois armées de l’aviation à long rayon d'action ((ru) : Дальняя Авиация, Dal'nyaya Aviatsiya) chargée du bombardement stratégique, ainsi que quatre régiments de l'aviation navale soviétique de la flotte de la mer Noire.
La force aérienne ukrainienne eut ainsi 25 bombardiers stratégiques Tupolev Tu-95MS et 19 Tupolev Tu-160, 30 bombardiers moyenne portée Tupolev Tu-16 (lanceurs de missiles), 33 Tupolev Tu-22D (lanceurs de missiles) et 36 Tupolev Tu-22M3, 30 avions de reconnaissance Tu-22P, 20 Iliouchine Il-78 de ravitaillement en vol, ainsi que d'importants stocks de missiles de croisière : 1 068 Kh-55 (X-55) pouvant emporter soit une charge nucléaire de 200 Kt soit une ogive conventionnelle, et 423 Kh-22 (X-22) équipés soit une charge nucléaire de 350 Kt soit une ogive conventionnelle d'une tonne.
Les 19 Tupolev Tu-160 appartenaient au 184e régiment de bombardement lourd de la Garde (184 GvTBAP, 184 Gvardeyskyy Tyazhelyy Bombardirovochnyy Aviatsionnyy Polk) de l'armée de l'air soviétique stationné sur la base aérienne de Prylouky. Ces avions passèrent sous le contrôle de la force aérienne ukrainienne. À partir du 5 novembre 1999, un échange se fit entre la Russie et l'Ukraine qui donna alors 8 de ses appareils pour rembourser une partie de sa dette concernant l’achat de gaz. L'Ukraine a détruit les autres « Blackjacks » en sa possession entre le 16 novembre 1998 et le 2 février 2001.
Les 25 Tupolev Tu-95 furent détruits sauf 3 qui furent transférés à la Russie, ou exposés dans des musées entre 1998 et 2001.
En comptant les appareils de l'aéronavale, on compta 59 Tupolev Tu-22M (dont 42 Tu-22M3 et 17 Tu-22M2) furent détruits à partir de la fin des années 1990, le dernier le 27 janvier 2006, sauf trois exposés dans des musées.

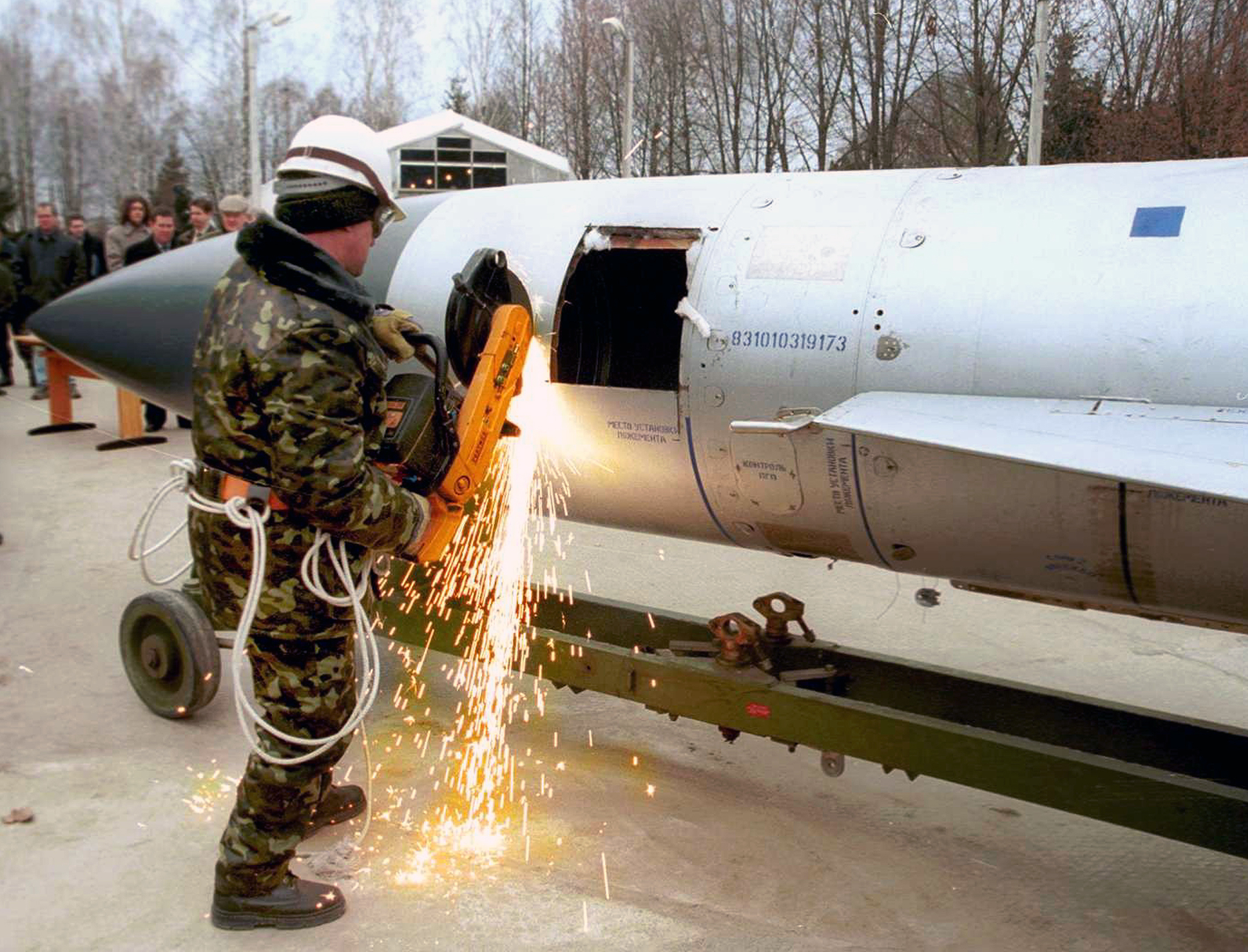
Découpe d'un Kh-22 par un ukrainien sur la base aérienne d’Ozerne financé par la Defense Threat Reduction Agency américaine.

Les missiles de croisière furent soit envoyés à la ferraille soit expédiés en Russie. Le premier des 225 Kh-22 est détruit le 6 novembre 2002 dans la base aérienne d'Ozerne. Environ 487 Kh-55 furent détruits, environ 587 envoyés en Russie mais en 2005, la justice ukrainienne révéla qu'en 2001, 12 Kh-55 avaient été vendus au marché noir à l'Iran et 6 à la Chine.
Le rapatriement ou la neutralisation des vecteurs nucléaires fut naturellement plus lent que celui des ogives : il restait en 1999 encore 27 missiles balistiques intercontinentaux et 32 bombardiers stratégiques Tu-95 et Tu-160.

## Autres armes de destructions massives

### Armes chimiques
L’Ukraine a ratifié la convention sur l’interdiction des armes chimiques en 1993 et n'a pas d'armes chimiques opérationnelles.
Les stocks de l'armée soviétique se trouvant sur son territoire sur les sites de Zolotonocha (en ukrainien et en russe : Золотоноша) dans l'oblast de Tcherkassy, de Otchakiv (en ukrainien : Очаків) ou Otchakov (en russe : Очаков) dans l'oblast de Mykolaïv, et Fastiv (en ukrainien : Фастів) ou Fastov (en russe : Фастов) dans l'oblast de Kiev sont expédiés en Russie en janvier 1992.

### Armes biologiques
Depuis son indépendance en 1991, l'Ukraine ne s'est pas engagée dans des activités concernant les armes biologiques. Bien que certaines installations de recherche ukrainiennes sur la peste ont été historiquement impliquées dans la guerre biologique défensive soviétique, ils étaient principalement responsables des enquêtes épidémiologiques civiles. Cependant, comme avec d'autres instituts soviétiques, elles peuvent avoir fourni les souches virulentes au programme de recherche bactériologiques du ministère de la Défense de l'URSS ou Biopreparat. Ils peuvent aussi avoir développé des vaccins et du matériel de diagnostic pour les agents pathogènes utilisés comme armes par les militaires soviétiques.
Après l'effondrement de l'URSS, les responsables ukrainiens ont déclaré publiquement qu'ils considéraient la prolifération des armes biologiques comme une menace à la sécurité nationale. L'Ukraine n'a pas de programme d'armes biologiques, et a adhéré à la Convention sur l'interdiction des armes biologiques. En vertu d'un accord de coopération sur la réduction de la menace biologique d'août 2005, les États-Unis ont financé pour environ 150 millions de dollars l'amélioration de la sécurité dans les instituts biologiques ukrainiens où des agents pathogènes dangereux sont gardés. Le 15 juin 2010, un nouveau laboratoire de recherche sur les pathogènes de classe 3 est ouvert à Odessa dans le cadre de cet accord. Le laboratoire étudie les agents biologiques tels que la tularémie, la fièvre charbonneuse et la fièvre Q,.

## Galerie de photos

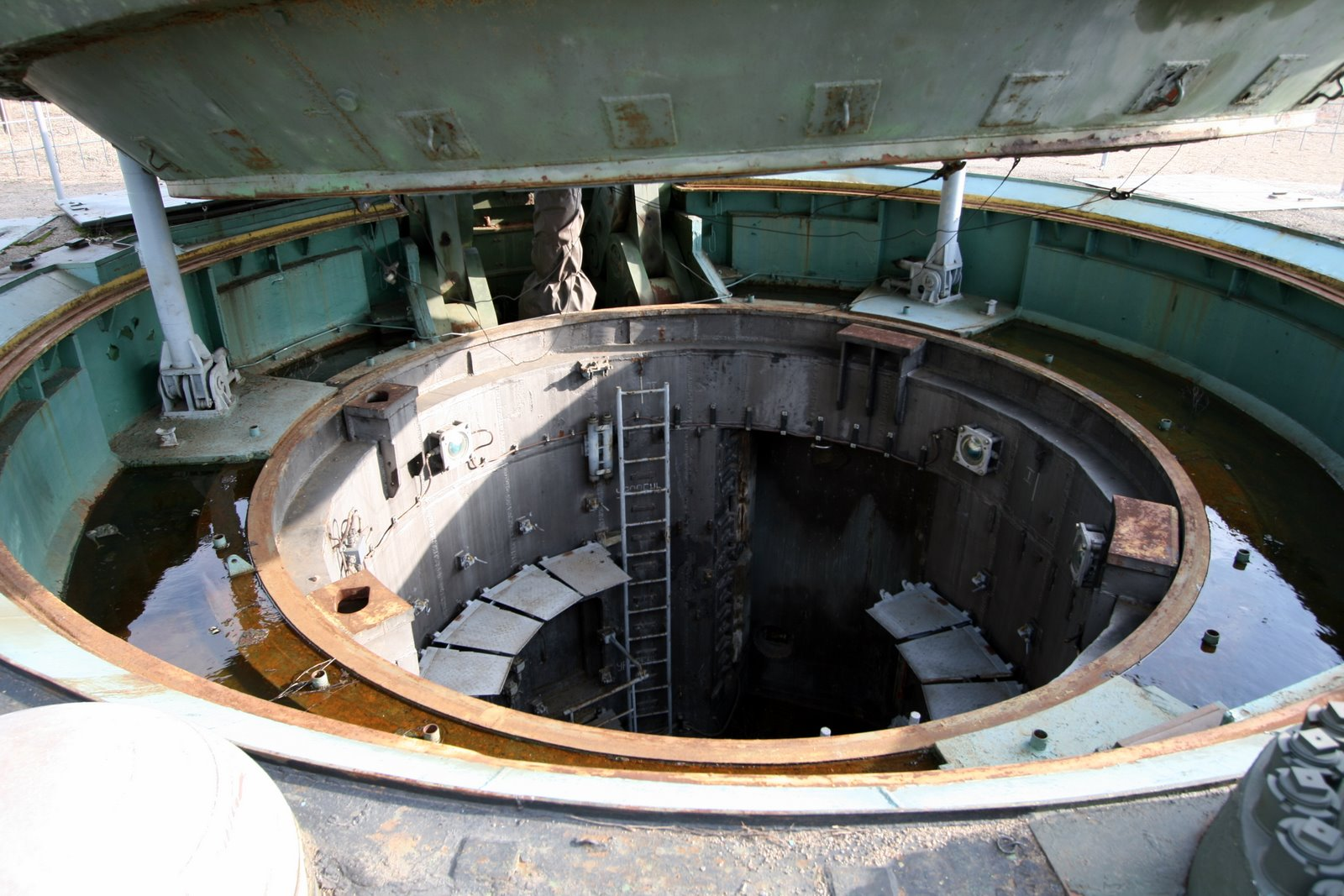
Silo à missile RT-23 Molodets dans une base transformée en musée à la limite des oblasts de Kirovohrad et de Mykolaïv.
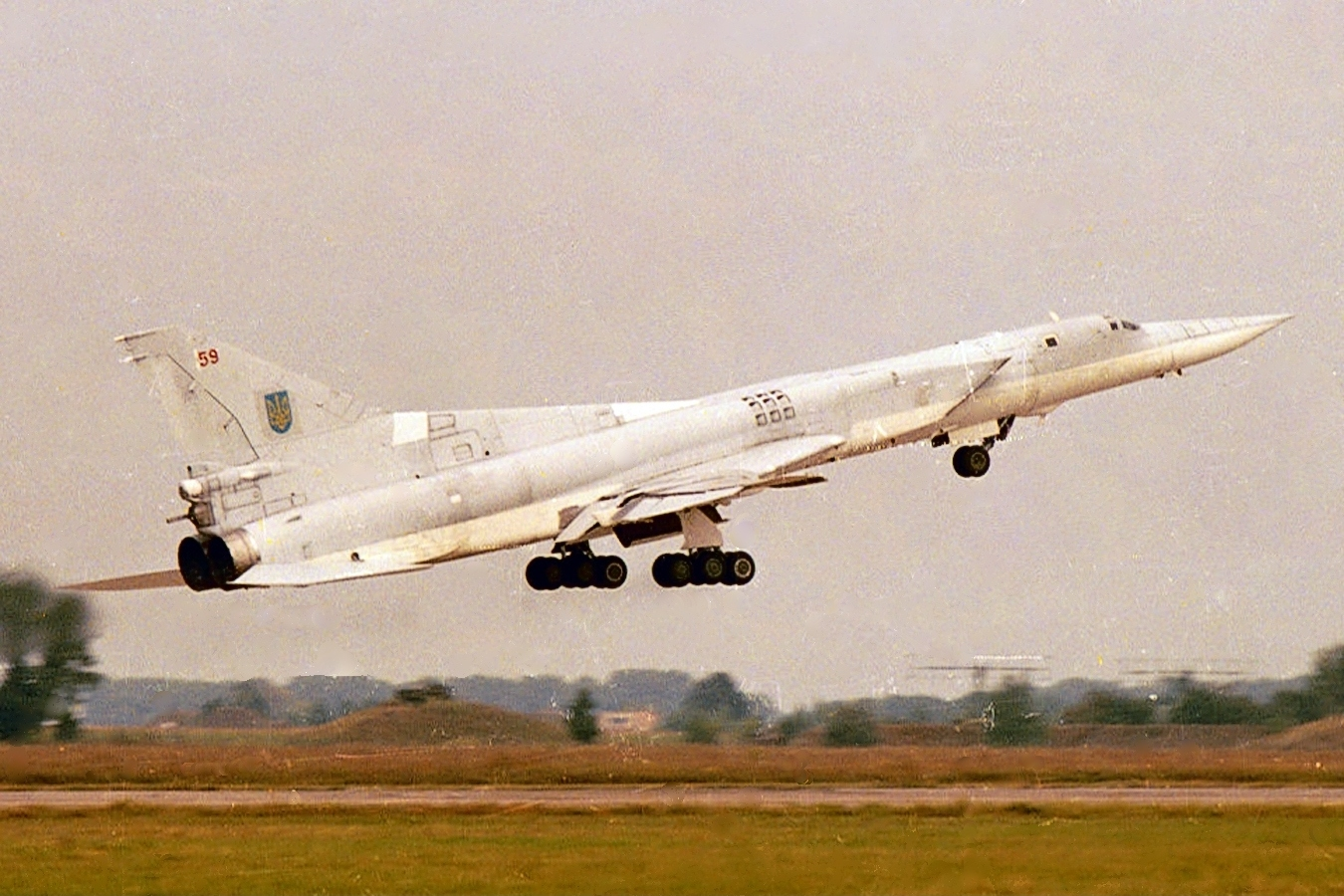
Un Tu-22M ukrainien en 1997.
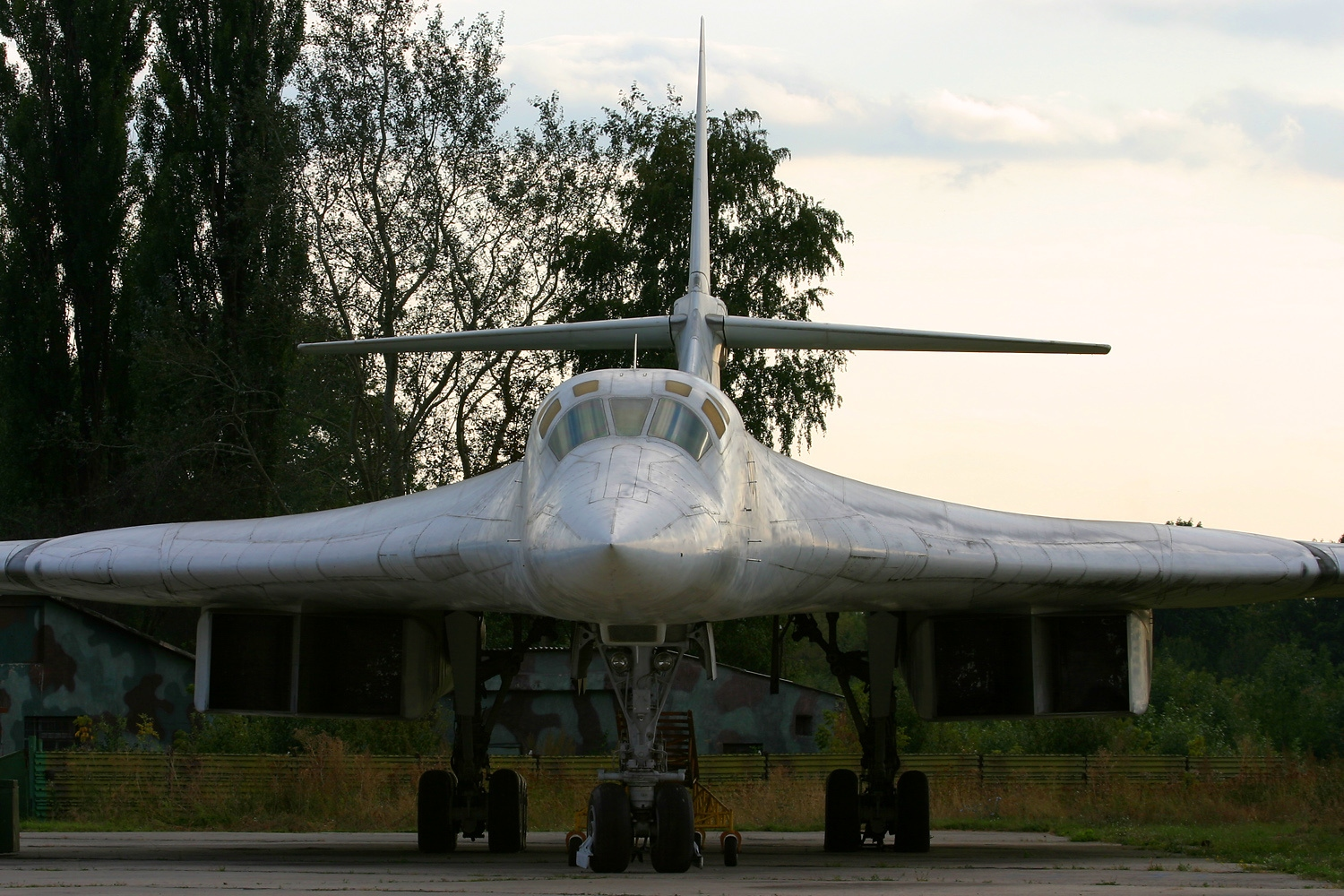
Le dernier Tu-160 ukrainien dans le musée de l’aviation stratégique situé dans l'oblast de Poltava en 2008.
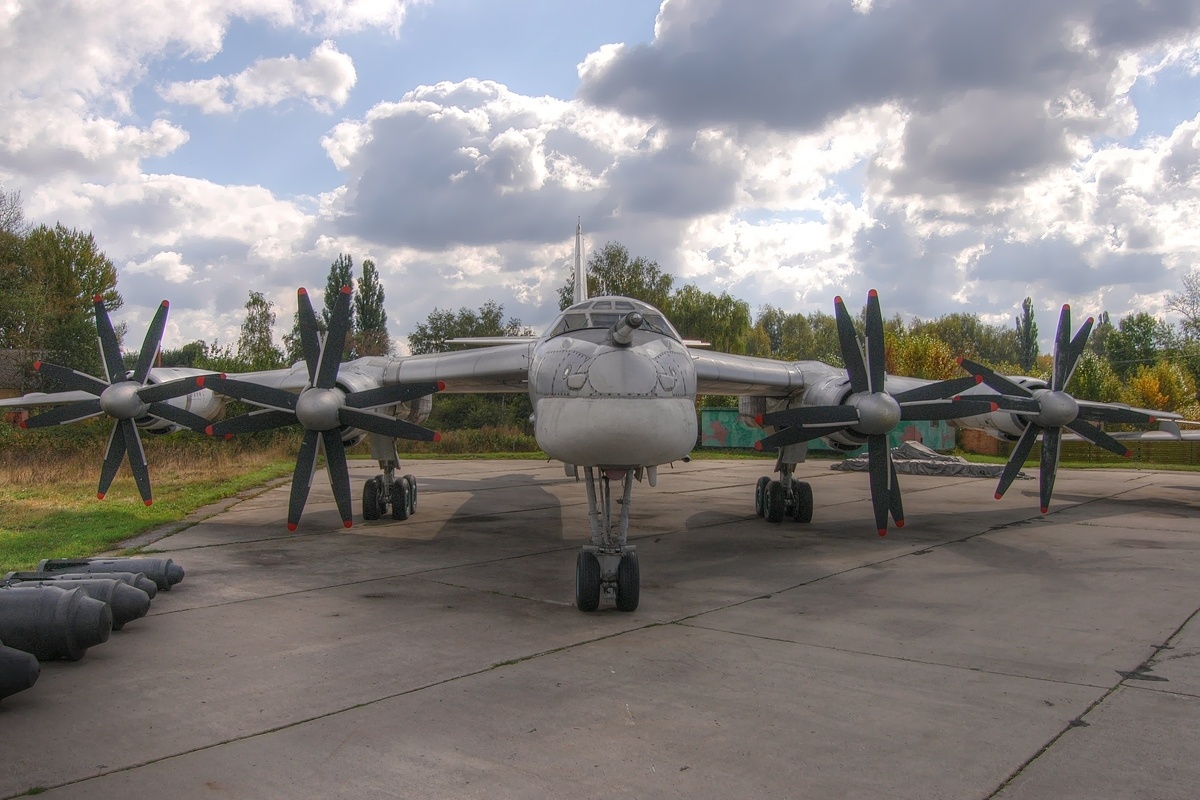
Un Tu-95MS dans le musée de l’aviation stratégique.
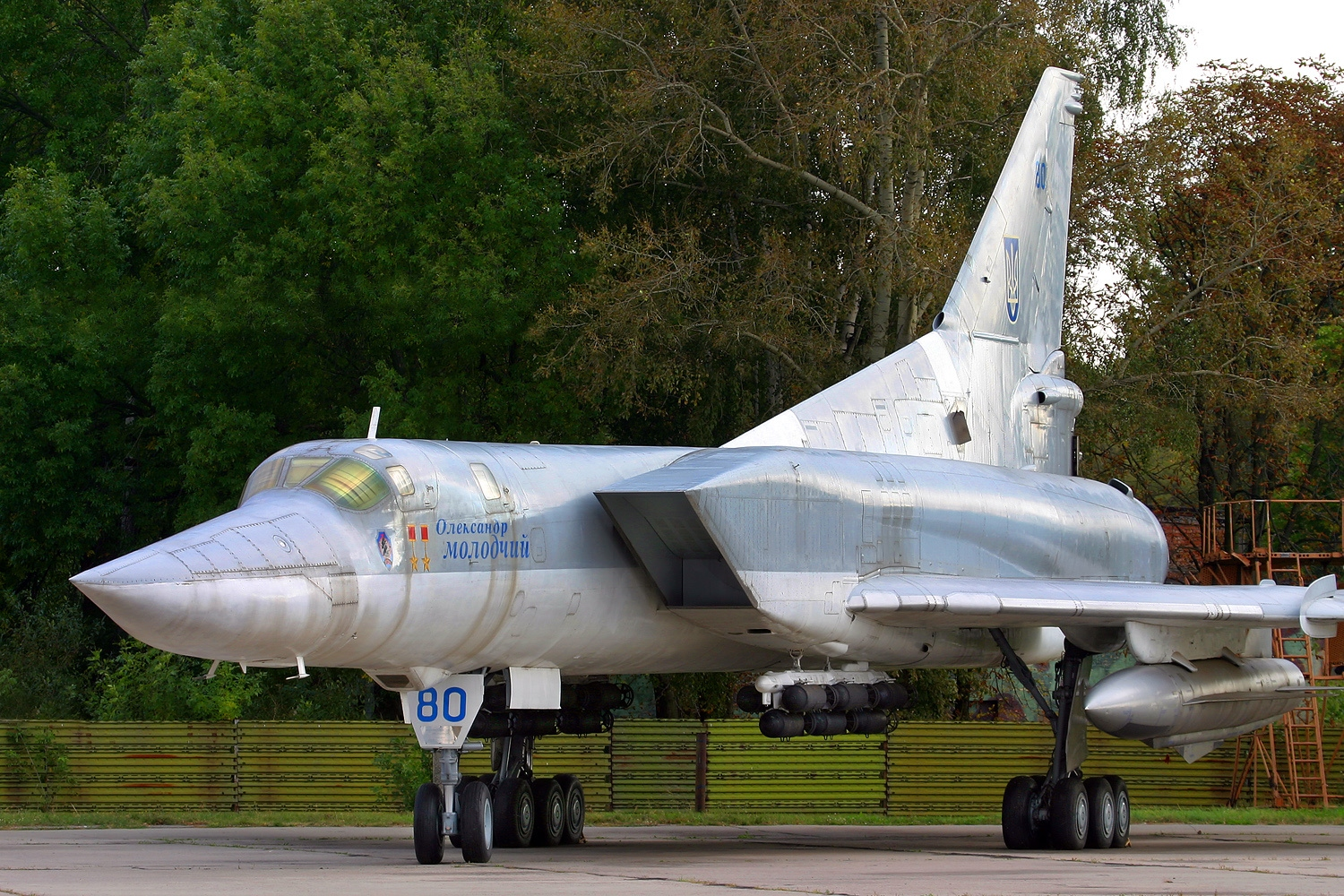
Un Tu-22M Backfire dans le même musée en 2009.
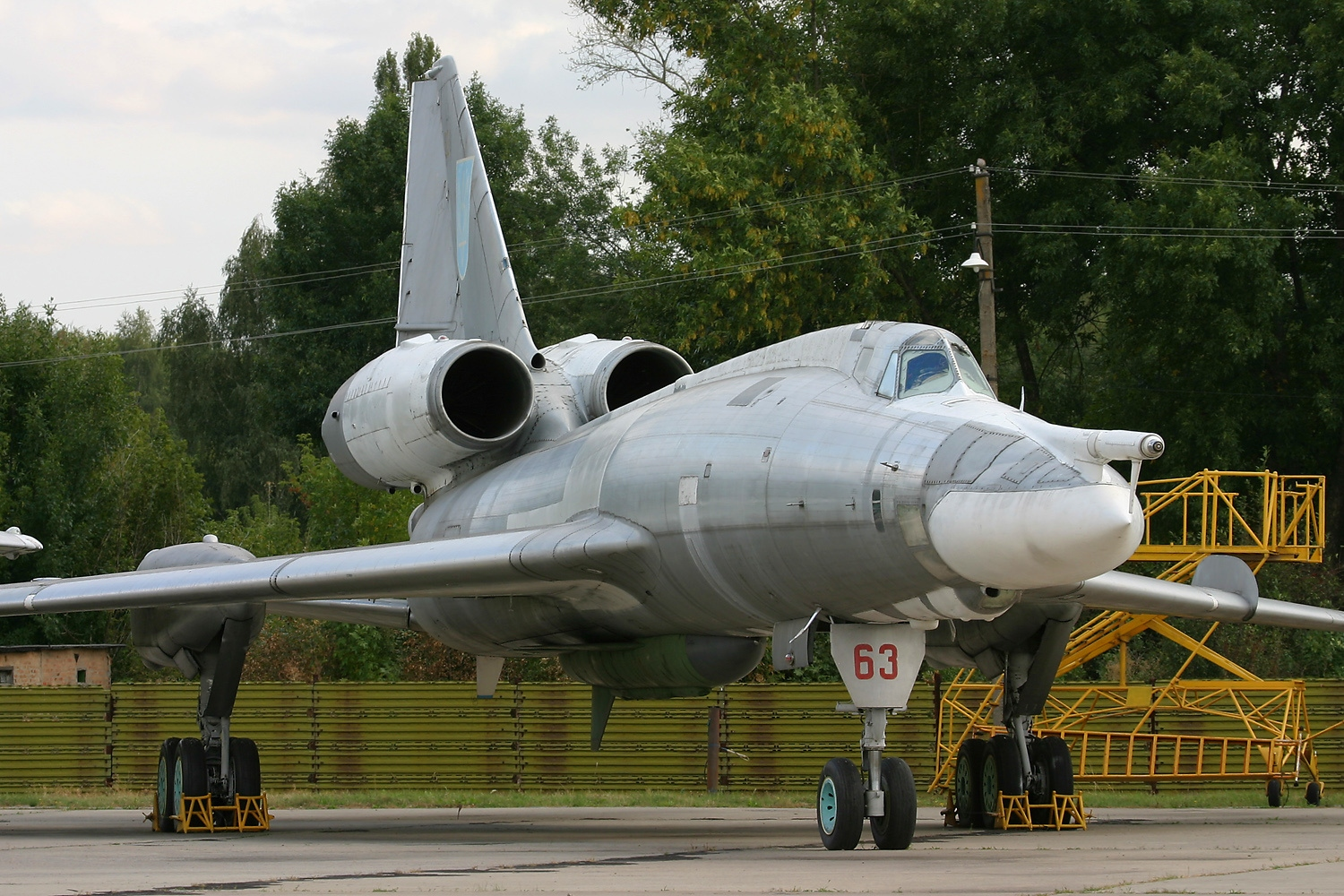
Un Tu-22 Blinder dans le même musée en 2009.
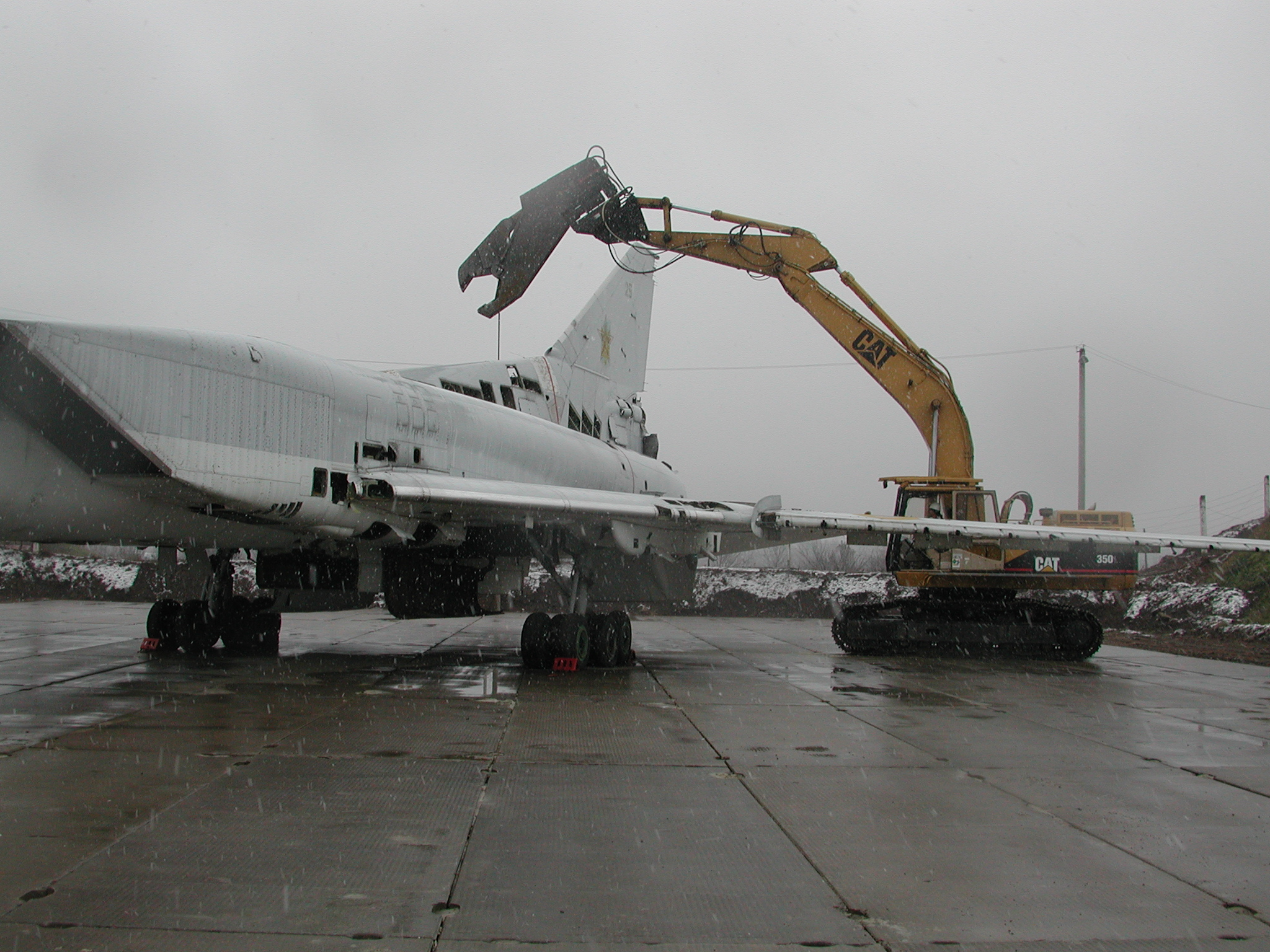
Un Tu-22M destiné à la ferraille.
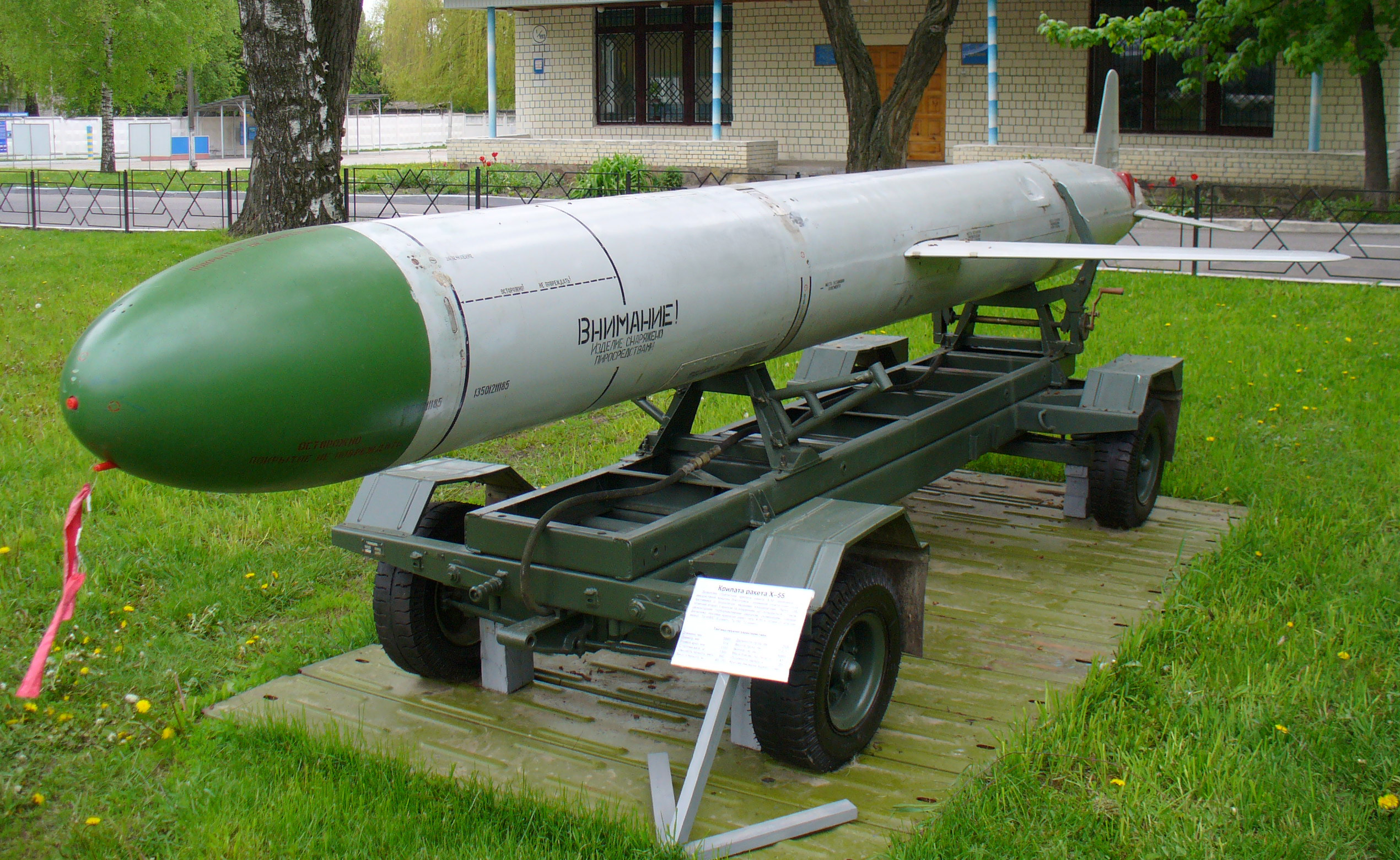
Un Kh-55 dans le même musée en 2008.
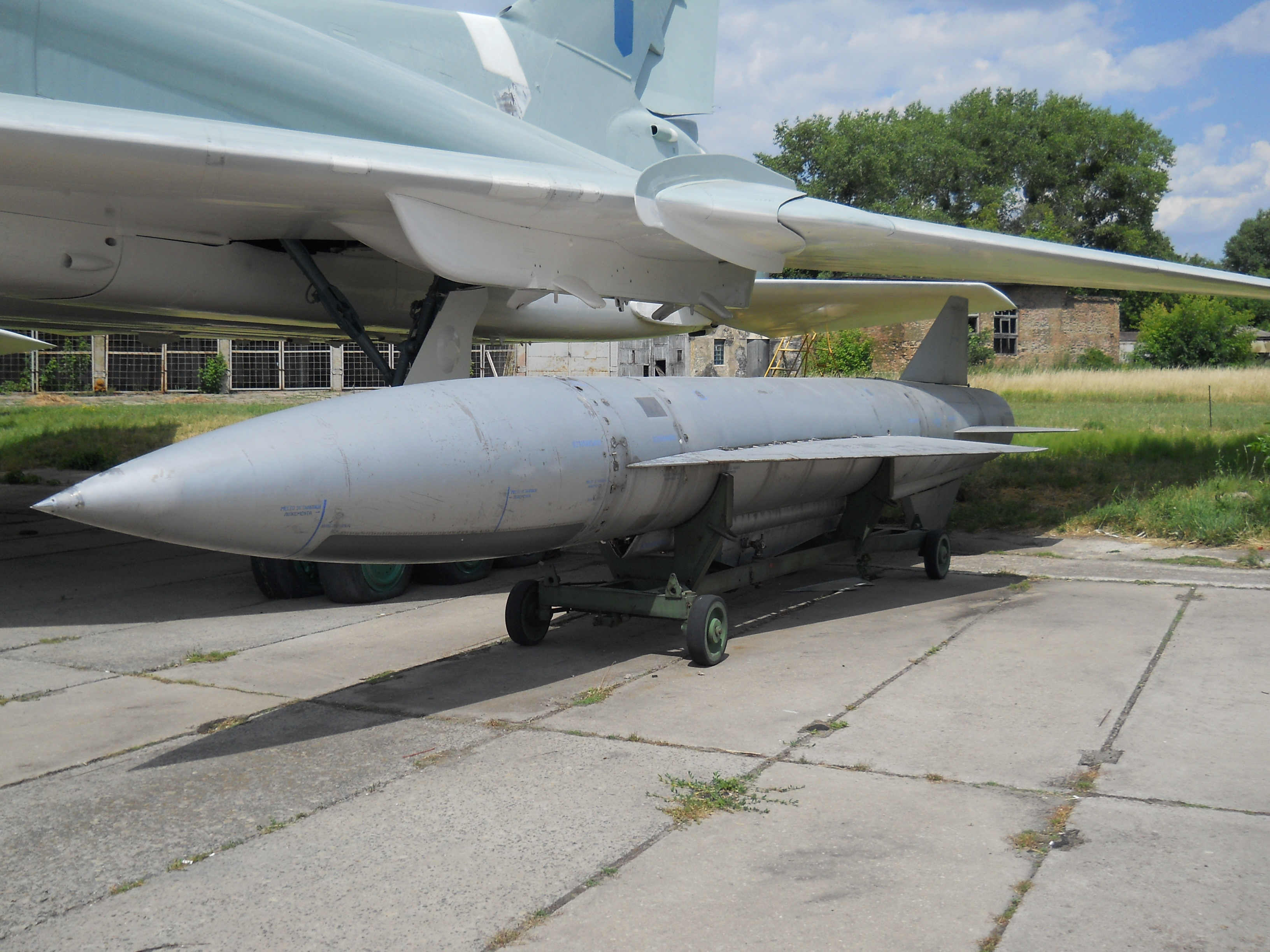
Un Kh-22 sous l’aile d’un Tu-22M dans un musée ukrainien.